# Национальная кинопремия за лучший фильм на хинди
Национальная кинопремия за лучший художественный фильм на хинди (хинди राष्ट्रीय फ़िल्म पुरस्कार – हिन्दी भाषा की सर्वश्रेष्ठ फ़िल्म, англ. National Film Award for Best Feature Film in Hindi) — одна из категорий Национальной кинопремии — главной кинематографической награды Индии, присуждаемой и вручаемой под эгидой Дирекции кинофестивалей Министерства информации и телерадиовещания Правительства Индии игровым/художественным фильмам, снятым на языке хинди.
Награды за лучшие фильмы на языках регионов Индии (первоначально бенгальский, каннада, малаялам, маратхи, тамильский, телугу и хинди) впервые были вручены на 2-я церемонии награждения Национальной кинопремии 21 декабря 1955 года. Президентская серебряная медаль была присуждена фильму «Мирза Галиб», ставшему также лучшим фильмом года. Ещё один фильм на хинди был отмечен почётной грамотой. В следующие годы помимо Президентской медали, вручались также почётные грамоты за «второй лучший фильм» и «третий лучший фильм». Последний раз грамоты вручались на 13-й церемонии награждения в 1966 году.

## Состав премии
Изменение со временем состава (помимо сертификата награждения) и суммы премии для продюсера и режиссёра лучшего фильма показано в таблице:
| Годы и номера награждений | Продюсер                          | Режиссёр                         |
| ------------------------- | --------------------------------- | -------------------------------- |
| 1955 (2-е) — 1967 (14-е)  | Президентская серебряная медаль   | Президентская серебряная медаль  |
| 1968 (15-е) — 1973 (20-е) | 5 тыс. рупий                      | Серебряная медаль                |
| 1974 (21-е)               | Серебряная медаль + 10 тыс. рупий | Серебряная медаль + 5 тыс. рупий |
| 1976 (23-е) — 1979 (26-е) | Rajat Kamal + 10 тыс. рупий       | Rajat Kamal + 5 тыс. рупий       |
| 1981 (28-е) — 1984 (31-е) | Rajat Kamal + 15 тыс. рупий       | Rajat Kamal + 7,5 тыс. рупий     |
| 1985 (32-е) — 1995 (42-е) | Rajat Kamal + 20 тыс. рупий       | Rajat Kamal + 10 тыс. рупий      |
| 1996 (43-е) — 2006 (53-е) | Rajat Kamal + 20 тыс. рупий       | Rajat Kamal + 20 тыс. рупий      |
| 2007 (54-е) — н. в.       | Rajat Kamal + 100 тыс. рупий      | Rajat Kamal + 100 тыс. рупий     |

## Фильмы-призёры

### 1950—1960-е годы
| Год, ссылки, (№ церемонии) | Фильмы                         | Продюсеры / продюсирующие организации | Режиссёры         | Формулировка |
| -------------------------- | ------------------------------ | ------------------------------------- | ----------------- | ------------ |
| 1955 (2-я)                 | Мирза Галиб                    | Minerva Moviestone                    | Сохраб Моди       | —            |
| 1955 (2-я)                 | Пробуждение                    | Filmistan                             | Сатьен Бос        | —            |
| 1956 (3-я)                 | Бубенчики на щиколотках звенят | Раджкамал Каламандир                  | В. Шантарам       | —            |
| 1956 (3-я)                 | Господин 420                   | R. K. Films                           | Радж Капур        | —            |
| 1956 (3-я)                 | Девдас                         | Bimal Roy Productions                 | Бимал Рой         | —            |
| 1957 (4-я)                 | Basant Bahar                   | Shri Vishwa Bharati Films             | Раджа Нават       | —            |
| 1958 (5-я)                 | Два глаза, двенадцать рук      | Раджкамал Каламандир                  | В. Шантарам       | —            |
| 1958 (5-я)                 | Мать Индия                     | Mehboob Productions                   | Мехбуб Хан        | —            |
| 1958 (5-я)                 | Musafir                        | Ришикеш Мукерджи                      | Ришикеш Мукерджи  | —            |
| 1959 (6-я)                 | Мадхумати                      | Бимал Рой                             | Бимал Рой         | —            |
| 1959 (6-я)                 | Lajwanti                       | Мохан Сегал                           | Нарендра Сури     | —            |
| 1959 (6-я)                 | Karigar                        | Васант Джоглекар                      | Васант Джоглекар  | —            |
| 1960 (7-я)                 | Простофиля                     | Л. Б. Лахман                          | Ришикеш Мукерджи  | —            |
| 1961 (8-я)                 | Великий Могол                  | К. Асиф                               | К. Асиф           | —            |
| 1961 (8-я)                 | В стране, где течет Ганг       | Радж Капур                            | Радху Кармакар    | —            |
| 1961 (8-я)                 | Kanoon                         | Балдев Радж Чопра                     | Балдев Радж Чопра | —            |
| 1962 (9-я)                 | Dharmputra                     | Балдев Радж Чопра                     | Яш Чопра          | —            |
| 1962 (9-я)                 | Ганга и Джамна                 | Дилип Кумар                           | Нитин Бос         | —            |
| 1962 (9-я)                 | Pyaar Ki Pyaas                 | Анупам Читра                          | Махеш Каул        | —            |
| 1963 (10-я)                | Господин, госпожа и слуга      | Гуру Датт                             | Абрар Алви        | —            |
| 1964 (11-я)                | Заключённая                    | Бимал Рой                             | Бимал Рой         | —            |
| 1964 (11-я)                | Моя любимая                    | Х. С. Раваил                          | Х. С. Раваил      | —            |
| 1964 (11-я)                | Заблуждение                    | B. R. Films                           | Балдев Радж Чопра | —            |
| 1965 (12-я)                | Dosti                          | Тарачанд Барджатья                    | Сатьен Бос        | —            |
| 1965 (12-я)                | Воспоминания                   | Сунил Датт                            | Сунил Датт        | —            |
| 1965 (12-я)                | Поэма в камне                  | V. Shantaram Productions              | В. Шантарам       | —            |
| 1966 (13-я)                | Shaheed                        | Кевал П. Кашьяп                       | С. Рам Шарма      | —            |
| 1966 (13-я)                | Oonche Log                     | Chitrakala Studio                     | Фани Мажумдар     | —            |
| 1966 (13-я)                | Святой                         | Дев Ананд                             | Виджай Ананд      | —            |
| 1967 (14-я)                | Анупама                        | Л. Б. Лахман                          | Ришикеш Мукерджи  | —            |
| 1968 (15-я)                | Хамраз                         | Б. Р. Чопра                           | Б. Р. Чопра       | —            |
| 1969 (16-я)                | Четырнадцать лет спустя        | Ришикеш Мукхерджи, Н. С. Сиппи        | Ришикеш Мукхерджи | —            |

### 1970—1990-е годы
| Год, ссылки, (№ церемонии) | Фильмы                 | Продюсеры / продюсирующие организации   | Режиссёры                           | Формулировка |                        |
| -------------------------- | ---------------------- | --------------------------------------- | ----------------------------------- | --- | ---------------------- |
| 1970 (17-я)                | Жизненный путь         | Ш. Дж. С. Пунчи                         | Ришикеш Мукхерджи                   | — |                        |
| 1971 (18-я)                | Ананд                  | Ришикеш Мукхерджи, Н. С. Сиппи          | Ришикеш Мукхерджи                   | — |                        |
| 1972 (19-я)                | Phir Bhi               | Шивендра Шах                            | Шивендра Синха                      | — |                        |
| 1973 (20-я)                | Волшебное зеркало      | Кумар Шахани                            | Кумар Шахани                        | — |                        |
| 1974 (21-я)                | Поезд №27              | Автар Каул                              | Автар Каул                          | — |                        |
| 1975 (22-я)                | Премия не присуждалась | Премия не присуждалась                  | Премия не присуждалась              | Премия не присуждалась | Премия не присуждалась |
| 1976 (23-я)                | Конец ночи             | Френи М. Варивая, Мохан Дж. Биджлани    | Шьям Бенегал                        | — |                        |
| 1977 (24-я)                | Пробуждение            | Гуджаратский союз производителей молока | Шьям Бенегал                        | — |                        |
| 1978 (25-я)                | Шахматисты             | Суреш Джиндал                           | Сатьяджит Рай                       | За умелое сопоставление и переплетение двух параллельных судеб - личной и политической; за постановку их на фоне декадентского великолепия двора Ауда, воссозданного с чувством великой живописной красоты и музыкального обаяния; за яркое представление столкновения двух культур, несовместимых в своих отличительных взглядах на мир; за изображение выдающихся глубины и дальности, соответствующих стилю и колориту того времени. |                        |
| 1979 (26-я)                | Kasturi                | Бимал Дутт                              | Бимал Дутт                          | За лиричное изображения изначального и вечного конфликта между наукой и суевериями. |                        |
| 1979 (26-я)                | Безумие                | Шаши Капур                              | Шьям Бенегал                        | За общее техническое совершенство и успешное воссоздание ушедшей эпохи. |                        |
| 1980 (27-я)                | Sparsh                 | Басу Бхаттачарья                        | Сай Паранджпай                      | |                        |
| 1981 (28-я)                | Крик раненого          | Деви Датт                               | Говинд Нихалани                     | За суровое обвинение истеблишмента и общества, допускающего несправедливость, за представление смелой темы в кинематографическом стиле, что делает ее социально и эстетически значимой. |                        |
| 1982 (29-я)                | Прогрессивная шкала    | Правительство Западной Бенгалии         | Шьям Бенегал                        | ' |                        |
| 1983 (30-я)                | Katha                  | Суреш Джиндал                           | Сай Паранджпай                      | За его социальную сатиру, полную очарования и остроумия. |                        |
| 1984 (31-я)                | Полуправда             | Манмохан Шетти, Прадип Уппур            | Говинд Нихалани                     | За яркое исследование запутанной социально-политической ситуации. |                        |
| 1985 (32-я)                | Переправа              | Свапан Саркар                           | Гаутам Гхош                         | |                        |
| 1986 (33-я)                | Anantyatra             | Начикет Патвардхан                      | Начикет Патвардхан, Джаю Патвардхан | За необычный фильм, сочетающий факты и выдумку, рассказывающий о современной теме разочарования руководителей среднего возраста, представленный с остроумием и юмором. |                        |
| 1987 (34-я)                | Красный перец          | NFDC                                    | Кетан Мехта                         | За трогательное изображение борьбы сельской женщины против угнетающих социальных условий в эпоху до независимости. |                        |
| 1988 (35-я)                | Pestonjee              | NFDC                                    | Виджая Мехта                        | За создание изысканной и нежной истории, полной иронии, подчеркивающей всеобщую потребность в человеческом общении, верности и принятии жизни. |                        |
| 1989 (36-я)                | Салам, Бомбей!         | NFDC, Mirabai Films, Doordarshan        | Мира Наир                           | За исследование трагических реалий жизни бездомных детей, женщин и наркозависимых. |                        |
| 1990 (37-я)                | Salim Langde Pe Mat Ro | NFDC                                    | Саид Ахтар Мирза                    | За свое оригинальное исследование связи между городской светской жизнью, преступностью и религиозным возрождением. |                        |
| 1991 (38-я)                | Drishti                | Говинд Нихалани                         | Говинд Нихалани                     | За по-настоящему эффектное изображение страданий супругов |                        |
| 1992 (39-я)                | Diksha                 | NFDC, Doordarshan                       | Арун Каул                           | За впечатляющую трактовку актуальной социальной темы. |                        |
| 1992 (39-я)                | Dharavi                | NFDC, Doordarshan                       | Судхир Мишра                        | За утверждение неутомимого человеческого желания жить. |                        |
| 1993 (40-я)                | Разные судьбы          | NFDC                                    | Шьям Бенегал                        | За поэтически очаровательное исследование природы и значения любви. |                        |
| 1994 (41-я)                | Patang                 | Санджай Сахай, Дурба Сахай              | Гаутам Гхош                         | За сдержанное и символическое изображение любви и предательства, а также различных слоев морального разложения, которые берут верх над жизнью невинных людей. |                        |
| 1995 (42-я)                | Маммо                  | NFDC, Doordarshan                       | Шьям Бенегал                        | За пронзительный рассказ о семье, противостоящей травмам изгнанных людей в Индии после раздела. |                        |
| 1996 (43-я)                | Королева бандитов      | Сундип Сингх Беди                       | Шекхар Капур                        | За резкое и откровенное изображение индийской женщины в кастовом обществе. |                        |
| 1997 (44-я)                | Влюблённый             | Амит Кханна, Махеш Бхатт                | Гаутам Гхош                         | За необычное исследования жизни традиционных артистов и переплетения отношений между живыми и неживыми актёрами, которые превращаются в навязчивую идею. |                        |
| 1998 (45-я)                | Мать земли             | Говинд Нихалани                         | Говинд Нихалани                     | За трогательное изображение истории матери, которая осознает ценности и убеждения своего сына только после его трагической смерти и в процессе этого становится более сильным существом. |                        |
| 1999 (46-я)                | Крестная мать          | Gramco Films                            | Винай Шукла                         | |                        |

### 2000—2020-е годы
| Год, ссылки, (№ церемонии) | Фильмы                             | Продюсеры / продюсирующие организации               | Режиссёры             | Формулировка |
| -------------------------- | ---------------------------------- | --------------------------------------------------- | --------------------- | --- |
| 2000 (47-я)                | Тяжесть на душе                    | Рам Гопал Варма, Нитин Манмохан                     | Ишвар Нивас           | За разоблачение полного краха общественно-политической системы. Очень эффектное изображение решительной борьбы отдельного гражданина на фоне видимости демократии. |
| 2001 (48-я)                | Зубейда                            | Фарук Раттонси                                      | Шьям Бенегал          | За сопоставление политических потрясений с потрясениями в жизни смелой мусульманской девушки, которая бросает вызов всем нормам, чтобы выйти замуж за уже женатого махараджу. Это история навязчивой любви во времена политических приоритетов в пост-независимой Индии. |
| 2002 (49-я)                | Любящие сердца                     | Ритеш Сидхвани                                      | Фархан Ахтар          | За артистичное и юмористическое изображение взросления молодых людей в современном обществе. |
| 2003 (50-я)                | Легенда о Бхагате Сингхе           | Tips Industries                                     | Раджкумар Сантоши     | За захватывающее изображение жизни и эпохи легендарного мученика. |
| 2004 (51-я)                | Raghu Romeo                        | NFDC                                                | Раджат Капур          | За пикантную пародию на популярную культуру, где рушатся границы иллюзии и реальности, а обычный человек превращается в героя. |
| 2005 (52-я)                | Встреча под дождем                 | Shree Venkatesh Films                               | Ритупарно Гхош        | ' |
| 2006 (53-я)                | Последняя надежда                  | Applause Bhansali Films                             | Санджай Лила Бхансали | За стилизованный и визуально яркий рассказ о ребенке с ограниченными возможностями, который учится жить и становится успешным, несмотря на непреодолимые препятствия. |
| 2007 (54-я)                | Гнёздышко Кхослы                   | Савита Радж Хиремат                                 | Дибакар Банерджи      | За оригинальное изображение борьбы среднего класса с земельной мафией. |
| 2008 (55-я)                | 1971                               | Sagar Films                                         | Амрит Сагар           | Деликатное изображение жестоких испытаний индийских военнопленных, оказавшихся в ловушке между крайней враждебностью и апатией чиновников в чужой стране и проявивших силу духа в безвыходной ситуации.                                                                  |
| 2009 (56-я)                | Играем рок!!                       | Ритеш Сидхвани, Фархан Ахтар                        | Абхишек Капур         | За эмоциональный рассказ о музыкальном единении. |
| 2010 (57-я)                | Папочка                            | Amitabh Bachchan Corporation, Сунил Манчанда        | Р. Балки              | Сердечное, но несентиментальное изображение семьи, переживающей неотвратимую трагедию. |
| 2011 (58-я)                | Дважды два — четыре                | Ариндам Чаудхури                                    | Хабиб Фейсал          | За занимательное повествование, которое выдвигает на первый план борьбу школьного учителя, который разрывается между сохранением своей честности и соблазном немного большего комфорта.                                                                                  |
| 2012 (59-я)                | I Am                               | Онир, Санджай Сури                                  | Онир                  | За умелое переплетение четырех разных историй по всей Индии, в которых рассказывается о сложностях людей, переживающих травму будучи лишенными собственности и, таким образом, лишенными прав.                                                                           |
| 2013 (60-я)                | Filmistaan                         | Satellite Picture                                   | Нитин Каккар          | Захватывающий рассказ о киномане из Мумбаи, который невольно попадает в заграничное приключение только для того, чтобы понять, как разделенные сердца можно объединить с помощью кино.                                                                                   |
| 2014 (61-я)                | Джолли — бакалавр юридических наук | Fox Star Studios                                    | Субхаш Капур          | Динамичный фильм об амбициозном юристе, желающем добиться успеха в кратчайшие сроки, приводит к тому, что открывается громкое дело, за которым следует испытание героя, его нравственности, амбиций и отношений.                                                         |
| 2015 (62-я)                | Королева                           | Phantom Films, Viacom18 Studios                     | Викас Бехл            | За восхитительное изображение молодой девушки, которая выходит из кокона неуверенности и нравов среднего класса, чтобы открыть для себя удовольствие и полноту жизни, прожитой на её собственных условиях.                                                               |
| 2016 (63-я)                | Моя невеста XXL                    | Маниш Шарма                                         | Шарат Катария         | За милый и резонирующий фильм, действие которого происходит в Харидваре и бросает вызов предрассудкам среднего класса при выборе невесты. |
| 2017 (64-я)                | Нирджа                             | Fox Star Studios, Bling Unplugged                   | Рам Мадхвани          | Трогательная история отважного сражения, воплощенная в кинематографическом блеске. |
| 2018 (65-я)                | Ньютон                             | Drishyam Films                                      | Амит В. Масуркар      | — |
| 2019 (66-я)                | Стреляйте в пианиста               | Viacom18 Studios                                    | Шрирам Рагхаван       | Фильм представляет собой продуманную смесь интриги и творчества. |
| 2020 (67-я)                | Налегке                            | Fox Star Studios, Nadiadwala Grandson Entertainment | Нитеш Тивари          | — |